# Uriah Heep
Uriah Heep er et engelsk rockband, som blev dannet i december 1969. Bandet består i dag (pr. 2024) af guitaristen Mick Box, keyboardspilleren Phil Lanzon, forsangeren Bernie Shaw, trommeslageren Russell Gilbrook og bassisten Dave Rimmer. Bandet har haft en række forskellige medlemmer siden etableringen i 1969. Væsentlige tidligere medlemmer er sangerne David Byron, John Lawton, John Sloman og Peter Goalby; bassisterne Gary Thain, Trevor Bolder, John Wetton, Bob Daisley, Paul Newton og John Jowitt; trommeslagerne Nigel Olsson, Iain Clarke, Lee Kerslake og Chris Slade; og keyboardspillerne Ken Hensley, Gregg Dechert og John Sinclair.
Uriah Heep var en del af rockscenen i begyndelsen af 1970'erne og er blevet omtalt som blandt pionererne indenfor hard rock, heavy metal og progressiv rock. Bandet har solgt over 40 mio. album, heraf 4 mio. i USA, hvorfra de bedst kendte sange er "Gypsy", "Easy Livin'", "The Wizard", "Sweet Lorraine" og "Stealin'".
Uriah Heep har udgivet 25 studiealbum med originalt materiale, 20 live album og 41 opsamlingsalbum (herunder to "greatest hits"-album). 13 af bandets studiealbum er nået UK Albums Chart (Return to Fantasy som det bedst placerede med en 7. plads i 1975), og 15 er nået Billboard 200 med Demons and Wizards som det mest succesfulde med en 23. plads i 1972. I slutningen af 1970'erne havde bandet stor succes i Tyskland, hvor bl.a. singlen "Lady in Black" var et stort hit.
Bandet havde sin storhedstid i 1970'erne med forsangeren David Byron (1947-1985) i front. Byron medvirkede på 10 Uriah Heep album, men alkoholproblemer medførte imidlertid, at han blev smidt ud af bandet i 1976. Uriah Heep fortsatte med skiftende besætninger, og er fortsat aktive.

## Diskografi

### Studiealbum
- Very 'eavy... Very 'umble (1970)
- Salisbury (1971)
- Look at Yourself (1971)
- Demons and Wizards (1972)
- The Magician's Birthday (1972)
- Sweet Freedom (1973)
- Wonderworld (1974)
- Return to Fantasy (1975)
- High and Mighty (1976)
- Firefly (1977)
- Innocent Victim (1978)
- Fallen Angel (1979)
- Conquest (1980)
- Abominog (1982)
- Head First (1983)
- Equator (1985)
- Raging Silence (1989)
- Different world (1991)
- Sea of Light (1995)
- Sonic Origami (1998)
- Wake the Sleeper (2008)
- Celebration (2009)
- Into the Wild (2011)
- Outsider (2014)
- Living the Dream (2018)
- Chaos & Colour (2023)